# Filip Pohl
Filip Pohl (?-1707) byl františkán působící v českých zemích a české františkánské provincii sv. Václava, teolog, hudebník a hudební skladatel.

## Život
Od října 1704 byl definitorem zmíněné řádové provincie. Z řádových funkcí působil též jako vizitátor uherské františkánské provincie Nejsvětějšího Salvátora. Těžiště jeho aktivit však spočívalo v učitelském (lektorském) působení na františkánských klášterních školách. Jako i ostatní lektoři zřejmě nejprve vyučoval filozofii a posléze teologii na méně významné řádové škole. V roce 1704 byl však již lektorem na generálních řádových studiích (lector generalis) v konventu u P. Marie Sněžné v Praze. Pohlovy přednášky z teologie přednesené na klášterních studiích františkánů v Praze, kde spolu s ním částečně přednášel také Konstantin Dubský (mladší), si v letech 1704 až 1706 zaznamenal jako tehdejší žák Emerich Glaser († 1713):
- Tractatus de sacramento eucharistiae aj. (1704-1705)
- Liber de incarnatio verbo et Deo Uno et Trino (1705)

Emerich Glaser si své zápisky z přednášek ponechal až do docela blízké smrti, po ní přešly do knihovny kadaňského kláštera a od počátku 21. století jsou uchovávány v bibliotéce františkánů P. Marie Sněžné v Praze.
Jako přední teolog české františkánské provincie prováděl Filip Pohl cenzuru – kontrolu nezávadnosti titulů napsaných svými spolubratřími před jejich vytištěním. Takto například, spolu s Anonínem Hartmannem, prověřili v dubnu 1707 duchovní příručku pro klarisky „Wund und Artzney der Seelen“ napsanou Sebasetianem Schambogenen a posléze vytištěnou v arcibiskupské tiskárně v Praze.
Během svého působení v pražském konventu u P. Marie Sněžné (do roku 1711) nebyl Filip Pohl pouze učitelem řeholních studentů, ale také hudebníkem a ředitelem chóru v klášterním chrámu. Interpretoval skladby jiných autorů, ale též sám vytvořil několik mešních doprovodů, které spolu s jinými zaznamenal roku 1711 jeho řádový spolubratr Barnabáš Rubner (též Rübner, Ruebner, †1745). Interpretace Pohlových mší však zdaleka nebyla omezena jen na pražský konvent. Ve varhanní partituře z kláštera v Hájku se nachází dvě autorsky Pohlem signované mše k poctě archandělů Michaela a Gabriela. Podle mínění Jiřího Sehnala na základě jím nalezeného charakteristického opakování melodických témat byl Filip Pohl také autorem mešního doprovodu Missa Brunensis dochovaného v jednom ze zpěvníků z kláštera v Dačicích. Podobně se takovéto ostinato údajně nachází v řadě františkánských rukopisů z Slovenska a Uher. Bratr Filip v této oblasti navštěvoval při vizitacích jednotlivé kláštery, kde mohl zanechat přímo své skladby, ale také vyučit v hudebním stylu své spolubratry, kteří mohli v podobném duchu v komponování pokračovat. Sám prof. Sehnal potvrzuje ohledně principu ostinato, že „v určité době šlo o oblíbenou kompoziční metodu ve františkánských konventech, protože se s ní setkáváme i v dalších anonymních mešních cyklech.“ 
V roce 1711 bratr Filip zanechal lektorské činnosti a současně jej mimořádná provinční řádová kapitula slavená v září 1714 v Praze poslala do Jindřichova Hradce, kde jej ustanovila kvardiánem.  Jako místní představený hradeckého konventu působil do roku 1714. V roce 1713 z pověření ústředí františkánského řádu vizitoval jeho velkopolskou provincii, což bývalo svěřováno jen osvědčeným teologům a bratřím se zkušeností ve vedení řádu.
Františkán Filip Pohl zemřel v Brně 7. dubna 1718.